# Canthon viduus
Canthon viduus là một loài bọ cánh cứng trong họ Bọ hung (Scarabaeidae).